# 高石竹
高石竹（学名：Dianthus elatus）是石竹科石竹属的植物。分布于俄罗斯、哈萨克斯坦以及中国大陆的新疆等地，生长于海拔1,200米至1,850米的地区，见于山坡，目前尚未由人工引种栽培。